# Kirchschlag in der Buckligen Welt
Kirchschlag in der Buckligen Welt – miasto w Austrii, w kraju związkowym Dolna Austria, w powiecie Wiener Neustadt-Land. Liczy 2 890 mieszkańców (1 stycznia 2014).